# Cupa României 1970-1971
Ediția 1970-1971 a fost a 33-a ediție a Cupei României la fotbal. A fost câștigată de Steaua București, învingând în finală echipa Dinamo București cu scorul de 3-2, fiind a treia finală la rând câștigată de Steaua în fața lui Dinamo.

## Desfășurare
Toate meciurile, exceptând finala (care a avut loc în București) s-au jucat pe teren neutru. În șaisprezecimi au participat 32 de echipe, din care făceau parte și cele din Divizia A. Dacă după 90 de minute scorul era egal se jucau două reprize de prelungiri a câte 15 minute. Dacă după prelungiri scorul era tot egal, echipa din eșalonul inferior se califica mai departe. Dacă ambele echipe erau din aceeași ligă meciul se rejuca. În cazul în care se consemna un rezultat de egalitate după prelungiri, atunci echipa oaspete se califica în următoarea etapă. Sferturile și semifinalele s-au jucat în două manșe.

## Șaisprezecimi
| Data           | Echipă gazdă          |   | Echipă oaspete      | Rezultat  |
| -------------- | --------------------- | - | ------------------- | --------- |
| 7 martie 1971  | CFR Arad              | – | Argeș Pitești       | 0:3 (0:2) |
|                | Metalul București     | – | U Craiova           | 2:0 (1:0) |
|                | IRA Câmpina           | – | Rapid București     | 1:3 (1:2) |
|                | Unirea Dej            | – | Universitatea Cluj  | 0:2 (0:1) |
|                | Minerul Comănești     | – | SC Bacău            | 1:6 (0:3) |
|                | Fulgerul Dohoroi      | – | CFR Timișoara       | 0:1 (0:0) |
|                | CSM Făgăraș           | – | CFR Cluj            | 2:1 (1:1) |
|                | Corvinul              | – | Steaua București    | 0:2 (0:1) |
|                | IMU Medgidia          | – | Farul               | 0:1 (0:0) |
|                | Crișul Oradea         | – | Politehnica Iași    | 5:1 (4:0) |
|                | Steagul Roșu Plenița  | – | UTA Arad            | 0:4 (0:2) |
|                | Oltul Sfântu Gheorghe | – | Petrolul Ploiești   | 0:1 (0:0) |
|                | CSM Sibiu             | – | Progresul București | 0:4 (0:3) |
|                | Poli Timișoara        | – | Steagul Roșu Brașov | 3:0 (1:0) |
|                | Unirea Urziceni       | – | Dinamo București    | 0:2 (0:1) |
| 10 martie 1971 | Dacia Unirea Brăila   | – | Jiul Petroșani      | 2:1 (0:1) |

## Optimi
| Data           | Oraș          | Echipă gazdă        |   | Echipă oaspete      | Rezultat         |
| -------------- | ------------- | ------------------- | - | ------------------- | ---------------- |
| 24 martie 1971 | Brașov        | Dinamo București    | – | CSM Făgăraș         | 1:0 (0:0)        |
|                | Craiova       | Poli Timișoara      | – | Progresul București | 3:0 1            |
|                | Hunedoara     | Universitatea Cluj  | – | UTA Arad            | 2:0 (2:0)        |
|                | Plopeni       | Metalul București   | – | Petrolul Ploiești   | r 0:0            |
|                | Râmnicu Sărat | Dacia Unirea Brăila | – | SC Bacău            | r 0:0            |
|                | Sibiu         | Crișul Oradea       | – | Farul               | r 0:0            |
|                | Târgoviște    | Steaua București    | – | Argeș Pitești       | r 1:1 (1:1, 1:1) |
|                | Turnu Severin | CFR Timișoara       | – | Rapid București     | r 0:0            |

1Progresul a uitat legitimațiile de joc ale fotbaliștilor.

## Sferturi
Sferturile s-au disputat pe 28 aprilie 1971, respectiv 2 iunie 1971.
|                   | Scor |                     | Tur       | Retur     |
| ----------------- | ---- | ------------------- | --------- | --------- |
| Dinamo București  | 4:1  | Dacia Unirea Brăila | 4:1 (3:0) | 0:0       |
| Metalul București | 4:0  | CFR Timișoara       | 4:0 (2:0) | 0:0       |
| Steaua București  | 6:0  | Crișul Oradea       | 5:0 (2:0) | 1:0 (1:0) |
| Poli Timișoara    | 2:3  | Universitatea Cluj  | 1:3 (1:0) | 1:0 (1:0) |

## Semifinale
Semifinalele s-au disputat pe 16 iunie 1971, respectiv 23 iunie 1971.
|                    | Scor |                  | Tur       | Retur     |
| ------------------ | ---- | ---------------- | --------- | --------- |
| Metalul București  | 2:5  | Dinamo București | 1:0 (1:0) | 1:5 (0:1) |
| Universitatea Cluj | 2:6  | Steaua București | 2:2 (2:1) | 0:4 (0:2) |

## Finala
| 4 iulie 1971 | Dinamo București              | 2 – 3 | Steaua București                     | Stadionul 23 August, București Spectatori: 30.000 Arbitru: Kevork Ghemigean (București) |
| 4 iulie 1971 | Mircea Lucescu 2', 58' (pen.) |       | Gheorghe Tătaru 23' (pen.), 30', 80' | Stadionul 23 August, București Spectatori: 30.000 Arbitru: Kevork Ghemigean (București) |

| DINAMO:                                 |                       |     |
|                                         |                       |     |
| P                                       | Mircea Constantinescu |     |
| F                                       | Florin Cheran         |     |
| F                                       | Ion Nunweiller        |     |
| F                                       | Gabriel Sandu         | 46' |
| F                                       | Augustin Deleanu      |     |
| M                                       | Cornel Dinu           |     |
| M                                       | Radu Nunweiller       |     |
| A                                       | Viorel Sălceanu       |     |
| A                                       | Doru Popescu          | 55' |
| A                                       | Florea Dumitrache     |     |
| A                                       | Mircea Lucescu        |     |
| Înlocuiri:                              |                       |     |
| M                                       | Mircea Stoenescu      | 46' |
| A                                       | Ion Hajdu             | 55' |
| Antrenor:                               |                       |     |
| Nicolae Nicușor Dumitru, Traian Ionescu |                       |     |

| STEAUA:       |                    |     |
|               |                    |     |
| P             | Carol Haidu        |     |
| F             | Lajos Sătmăreanu   |     |
| F             | Marius Ciugarin    |     |
| F             | Gheorghe Cristache |     |
| F             | Iosif Vigu         |     |
| M             | Vasile Negrea      |     |
| M             | Ioan Naom          |     |
| A             | Nicolae Pantea     |     |
| A             | Gheorghe Tătaru    |     |
| A             | Anghel Iordănescu  |     |
| A             | Dumitru Dumitriu   | 70' |
| Înlocuiri:    |                    |     |
| A             | Vasile Aelenei     | 70' |
| Antrenor:     |                    |     |
| Ștefan Kovacs |                    |     |